# 21e étape du Tour d'Espagne 2003
Pour un article plus général, voir Tour d'Espagne 2003.
La 21e étape du Tour d'Espagne 2003 a eu lieu le 28 septembre 2003 sous la forme d'une boucle autour de la ville de Madrid, sur une distance de 146 km. Elle a été remportée par l'Italien Alessandro Petacchi (Fassa Bortolo). Il devance l'Allemand Erik Zabel (Telekom) et l'Américain Fred Rodriguez (Vini Caldirola-Saunier Duval). Roberto Heras (US Postal Service-Berry Floor) conserve le maillot or de leader du classement général à l'issue de l'étape et remporte son deuxième Tour d'Espagne après 2000.

## Classement de l'étape
| \| Classement de l'étape \| Classement de l'étape \| Classement de l'étape \| Classement de l'étape \| Classement de l'étape \| \| Coureur \| Coureur \| Pays \| Équipe \| Temps \| \| --------------------- \| ------------------------------ \| --------------------- \| ---------------------------- \| --------------------- \| \| 1er \| Alessandro Petacchi \| Italie \| Fassa Bortolo \| 3 h 51 min 19 s \| \| 2e \| Erik Zabel \| Allemagne \| Telekom \| + 0 s \| \| 3e \| Fred Rodriguez \| États-Unis \| Vini Caldirola-Saunier Duval \| + 0 s \| \| 4e \| Aliaksandr Usau \| Biélorussie \| Phonak Hearing Systems \| + 0 s \| \| 5e \| Ángel Edo \| Espagne \| Milaneza-MSS \| + 0 s \| \| 6e \| Miguel Ángel Martín Perdiguero \| Espagne \| Domina Vacanze-Elitron \| + 0 s \| \| 7e \| Patrick Calcagni \| Suisse \| Vini Caldirola-Saunier Duval \| + 0 s \| \| 8e \| Alejandro Valverde \| Espagne \| Kelme-Costa Blanca \| + 0 s \| \| 9e \| Carlos Torrent \| Espagne \| Paternina-Costa de Almería \| + 0 s \| \| 10e \| Angelo Furlan \| Italie \| Alessio \| + 0 s \| |                                |             |                              |                 |
| |                                |             |                              |                 |
| |                                |             |                              |                 |
| Classement de l'étape |                                |             |                              |                 |
| Coureur | Coureur                        | Pays        | Équipe                       | Temps           |
| 1er | Alessandro Petacchi            | Italie      | Fassa Bortolo                | 3 h 51 min 19 s |
| 2e | Erik Zabel                     | Allemagne   | Telekom                      | + 0 s           |
| 3e | Fred Rodriguez                 | États-Unis  | Vini Caldirola-Saunier Duval | + 0 s           |
| 4e | Aliaksandr Usau                | Biélorussie | Phonak Hearing Systems       | + 0 s           |
| 5e | Ángel Edo                      | Espagne     | Milaneza-MSS                 | + 0 s           |
| 6e | Miguel Ángel Martín Perdiguero | Espagne     | Domina Vacanze-Elitron       | + 0 s           |
| 7e | Patrick Calcagni               | Suisse      | Vini Caldirola-Saunier Duval | + 0 s           |
| 8e | Alejandro Valverde             | Espagne     | Kelme-Costa Blanca           | + 0 s           |
| 9e | Carlos Torrent                 | Espagne     | Paternina-Costa de Almería   | + 0 s           |
| 10e | Angelo Furlan                  | Italie      | Alessio                      | + 0 s           |

## Classement général
| \| Classement général \| Classement général \| Classement général \| Classement général \| Classement général \| \| Coureur \| Coureur \| Pays \| Équipe \| Temps \| \| ------------------ \| ------------------------- \| ------------------ \| ------------------------------- \| ------------------ \| \| 1er \| Roberto Heras \| Espagne \| US Postal Service-Berry Floor \| 69 h 31 min 52 s \| \| 2e \| Isidro Nozal \| Espagne \| ONCE-Eroski \| + 28 s \| \| 3e \| Alejandro Valverde \| Espagne \| Kelme-Costa Blanca \| + 2 min 25 s \| \| 4e \| Igor González de Galdeano \| Espagne \| ONCE-Eroski \| + 3 min 27 s \| \| 5e \| Francisco Mancebo \| Espagne \| iBanesto.com \| + 4 min 47 s \| \| 6e \| Manuel Beltrán \| Espagne \| US Postal Service-Berry Floor \| + 5 min 51 s \| \| 7e \| Michael Rasmussen \| Danemark \| Rabobank \| + 5 min 56 s \| \| 8e \| Félix Cárdenas \| Colombie \| Labarca-2-Café Baqué \| + 6 min 33 s \| \| 9e \| Unai Osa \| Espagne \| iBanesto.com \| + 6 min 51 s \| \| 10e \| Luis Pérez Rodríguez \| Espagne \| Cofidis-Le Crédit par Téléphone \| + 7 min 56 s \| |                           |          |                                 |                  |
| |                           |          |                                 |                  |
| |                           |          |                                 |                  |
| Classement général |                           |          |                                 |                  |
| Coureur | Coureur                   | Pays     | Équipe                          | Temps            |
| 1er | Roberto Heras             | Espagne  | US Postal Service-Berry Floor   | 69 h 31 min 52 s |
| 2e | Isidro Nozal              | Espagne  | ONCE-Eroski                     | + 28 s           |
| 3e | Alejandro Valverde        | Espagne  | Kelme-Costa Blanca              | + 2 min 25 s     |
| 4e | Igor González de Galdeano | Espagne  | ONCE-Eroski                     | + 3 min 27 s     |
| 5e | Francisco Mancebo         | Espagne  | iBanesto.com                    | + 4 min 47 s     |
| 6e | Manuel Beltrán            | Espagne  | US Postal Service-Berry Floor   | + 5 min 51 s     |
| 7e | Michael Rasmussen         | Danemark | Rabobank                        | + 5 min 56 s     |
| 8e | Félix Cárdenas            | Colombie | Labarca-2-Café Baqué            | + 6 min 33 s     |
| 9e | Unai Osa                  | Espagne  | iBanesto.com                    | + 6 min 51 s     |
| 10e | Luis Pérez Rodríguez      | Espagne  | Cofidis-Le Crédit par Téléphone | + 7 min 56 s     |

## Classements annexes
| Classement par points | Classement par points | Classement par points | Classement par points | Classement par points |
| Coureur               | Coureur               | Pays                  | Équipe                | Points                |
| --------------------- | --------------------- | --------------------- | --------------------- | --------------------- |
| 1er                   | Erik Zabel            | Allemagne             | Telekom               | 181 pts               |
| 2e                    | Alejandro Valverde    | Espagne               | Kelme-Costa Blanca    | 161 pts               |
| 3e                    | Alessandro Petacchi   | Italie                | Fassa Bortolo         | 160 pts               |
| 4e                    | Félix Cárdenas        | Colombie              | Labarca-2-Café Baqué  | 123 pts               |
| 5e                    | Michael Rasmussen     | Danemark              | Rabobank              | 99 pts                |

| Classement par points | Classement par points | Classement par points | Classement par points | Classement par points |
| Coureur               | Coureur               | Pays                  | Équipe                | Points                |
| --------------------- | --------------------- | --------------------- | --------------------- | --------------------- |
| 1er                   | Erik Zabel            | Allemagne             | Telekom               | 181 pts               |
| 2e                    | Alejandro Valverde    | Espagne               | Kelme-Costa Blanca    | 161 pts               |
| 3e                    | Alessandro Petacchi   | Italie                | Fassa Bortolo         | 160 pts               |
| 4e                    | Félix Cárdenas        | Colombie              | Labarca-2-Café Baqué  | 123 pts               |
| 5e                    | Michael Rasmussen     | Danemark              | Rabobank              | 99 pts                |

| Classement de la montagne | Classement de la montagne | Classement de la montagne | Classement de la montagne       | Classement de la montagne |
| Coureur                   | Coureur                   | Pays                      | Équipe                          | Points                    |
| ------------------------- | ------------------------- | ------------------------- | ------------------------------- | ------------------------- |
| 1er                       | Félix Cárdenas            | Colombie                  | Labarca-2-Café Baqué            | 204 pts                   |
| 2e                        | Aitor Osa                 | Espagne                   | iBanesto.com                    | 112 pts                   |
| 3e                        | Joan Horrach              | Espagne                   | Milaneza-MSS                    | 101 pts                   |
| 4e                        | Alejandro Valverde        | Espagne                   | Kelme-Costa Blanca              | 100 pts                   |
| 5e                        | Luis Pérez Rodríguez      | Espagne                   | Cofidis-Le Crédit par Téléphone | 72 pts                    |

| Classement de la montagne | Classement de la montagne | Classement de la montagne | Classement de la montagne       | Classement de la montagne |
| Coureur                   | Coureur                   | Pays                      | Équipe                          | Points                    |
| ------------------------- | ------------------------- | ------------------------- | ------------------------------- | ------------------------- |
| 1er                       | Félix Cárdenas            | Colombie                  | Labarca-2-Café Baqué            | 204 pts                   |
| 2e                        | Aitor Osa                 | Espagne                   | iBanesto.com                    | 112 pts                   |
| 3e                        | Joan Horrach              | Espagne                   | Milaneza-MSS                    | 101 pts                   |
| 4e                        | Alejandro Valverde        | Espagne                   | Kelme-Costa Blanca              | 100 pts                   |
| 5e                        | Luis Pérez Rodríguez      | Espagne                   | Cofidis-Le Crédit par Téléphone | 72 pts                    |

| Classement du combiné | Classement du combiné | Classement du combiné | Classement du combiné         | Classement du combiné |
| Coureur               | Coureur               | Pays                  | Équipe                        | Points                |
| --------------------- | --------------------- | --------------------- | ----------------------------- | --------------------- |
| 1er                   | Alejandro Valverde    | Espagne               | Kelme-Costa Blanca            | 9 pts                 |
| 2e                    | Félix Cárdenas        | Colombie              | Labarca-2-Café Baqué          | 13 pts                |
| 3e                    | Roberto Heras         | Espagne               | US Postal Service-Berry Floor | 14 pts                |
| 4e                    | Michael Rasmussen     | Danemark              | Rabobank                      | 21 pts                |
| 5e                    | Isidro Nozal          | Espagne               | ONCE-Eroski                   | 27 pts                |

| Classement du combiné | Classement du combiné | Classement du combiné | Classement du combiné         | Classement du combiné |
| Coureur               | Coureur               | Pays                  | Équipe                        | Points                |
| --------------------- | --------------------- | --------------------- | ----------------------------- | --------------------- |
| 1er                   | Alejandro Valverde    | Espagne               | Kelme-Costa Blanca            | 9 pts                 |
| 2e                    | Félix Cárdenas        | Colombie              | Labarca-2-Café Baqué          | 13 pts                |
| 3e                    | Roberto Heras         | Espagne               | US Postal Service-Berry Floor | 14 pts                |
| 4e                    | Michael Rasmussen     | Danemark              | Rabobank                      | 21 pts                |
| 5e                    | Isidro Nozal          | Espagne               | ONCE-Eroski                   | 27 pts                |

| Classement par équipes | Classement par équipes          | Classement par équipes | Classement par équipes |
| Équipe                 | Équipe                          | Pays                   | Temps                  |
| ---------------------- | ------------------------------- | ---------------------- | ---------------------- |
| 1re                    | iBanesto.com                    | Espagne                | 208 h 43 min 05 s      |
| 2e                     | ONCE-Eroski                     | Espagne                | + 1 min 03 s           |
| 3e                     | Kelme-Costa Blanca              | Espagne                | + 17 min 07 s          |
| 4e                     | Cofidis-Le Crédit par Téléphone | France                 | + 30 min 22 s          |
| 5e                     | Milaneza-MSS                    | Portugal               | + 37 min 38 s          |

| Classement par équipes | Classement par équipes          | Classement par équipes | Classement par équipes |
| Équipe                 | Équipe                          | Pays                   | Temps                  |
| ---------------------- | ------------------------------- | ---------------------- | ---------------------- |
| 1re                    | iBanesto.com                    | Espagne                | 208 h 43 min 05 s      |
| 2e                     | ONCE-Eroski                     | Espagne                | + 1 min 03 s           |
| 3e                     | Kelme-Costa Blanca              | Espagne                | + 17 min 07 s          |
| 4e                     | Cofidis-Le Crédit par Téléphone | France                 | + 30 min 22 s          |
| 5e                     | Milaneza-MSS                    | Portugal               | + 37 min 38 s          |